# Piazza della Vittoria (Livorno)
Piazza della Vittoria, popolarmente nota come piazza Magenta, è una vasta piazza alberata di Livorno.

## Storia
Le origini della piazza, posta all'esterno della zona interdetta, fino al 1776, all'edificazione, risalgono all'Ottocento, quando qui sorgevano solo alcune case allineate sul lato destro e sinistro.
Nella prima metà del medesimo secolo si registra la proposta di costruire nell'area un vasto ospedale a pianta semicircolare, capace di 1050 posti, progettato da Luigi de Cambray Digny.
La proposta decadde e nel 1836, a seguito di una violenta epidemia di colera, la piazza fu prescelta per ospitare la chiesa votiva di Santa Maria del Soccorso, disegnata dal fiorentino Gaetano Gherardi e destinata a diventare il più grande edificio di culto dell'intera città. Lunga circa 90 metri, presenta uno stile classicheggiante in cui confluiscono temi dell'architettura rinascimentale, soprattutto nell'articolazione dello spazio interno, derivato dai modelli del Brunelleschi.
A seguito della costruzione della chiesa, lo spazio antistante alla facciata fu chiamato piazza del Soccorso, mentre ai lati del tempio sarebbero dovuti sorgere un collegio e un liceo, ma i progetti non furono concretizzati.
Pertanto, nel 1889, con la demolizione di alcune case vicine, la piazza fu estesa fino alle odierne dimensioni e assunse il nome di "piazza Magenta".
In asse alla facciata di Santa Maria del Soccorso, tra il 1922 ed il 1924, fu innalzato il Monumento ai Caduti, opera dello scultore Mario Carlesi; il monumento è costituito da un gruppo di uomini in atto di solenne giuramente e da una statua raffigurante la Vittoria. Da allora la piazza ebbe il nome attuale.
Nella seconda metà del Novecento, con la demolizione di una villa appartenuta anche alla famiglia Attias, la piazza fu posta in diretta comunicazione con la moderna piazza Attias.

## Luoghi d'interesse nelle vicinanze
- Chiesa di Santa Maria del Soccorso
- Piazza Attias